# 大教堂街

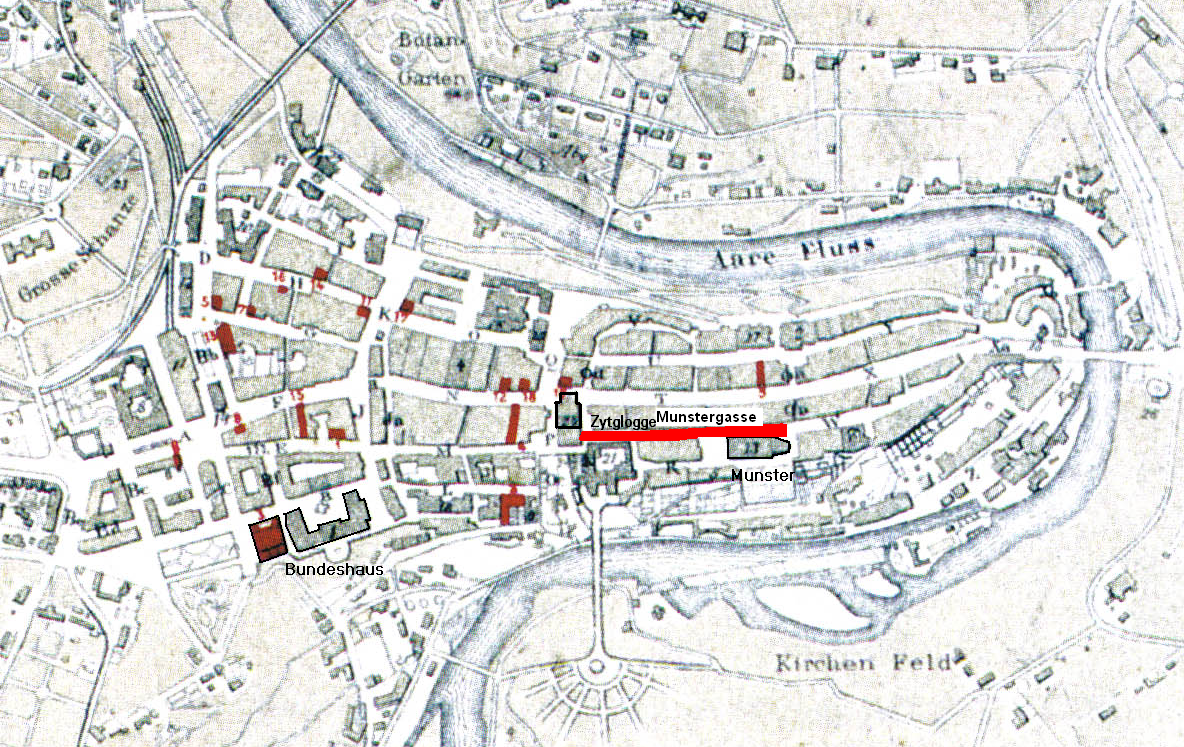

大教堂街（Münstergasse）是瑞士伯尔尼老城的一条街道，长300米，形成于1191年伯尔尼建城之初。然而，直到1967年以前，它是其他几条街道的一部分。它沿着伯尔尼大教堂，是世界遗产项目伯尔尼老城的一部分。

## 历史
1967年11月1日，几条街道合并成为大教堂街。凯斯勒街（Kesslergasse）的一段（34-78号和31-61号），大教堂广场（Münsterplatz）的北部（26-32号）以及教堂街（Kirchgasse）的2-24号，合并成为大教堂街。
凯斯勒街第一次见于记载是在1576年，是教堂街西段的新名称。介于黑暗巷（Finstergässchen）和饭店街（Hotelgasse）之间的最西段，在1600年左右称为Vor den Barfüssern，在19世纪称为Bei der Ankenwaag、Ankenlaube或Salzlaube。凯斯勒街在15世纪是毛皮加工市场，在1514年成为黄油市场，在1778年成为屠夫市场。。
大教堂广场形成于1430年，拆除圣Vinzenzen教堂的庭院，为新主教座堂前的大广场让路。在1506年之前的某个时候，拆除了先生街（Herrengasse）的两幢房屋，使广场向西扩展。在1528年之前的某个时候，又拆除三幢房屋，广场再度扩展。大教堂广场这个名称在19世纪已经常见，并于1881年成为正式名称。
教堂街（Kirchgasse）是容克街（Junkerngasse）全段和大教堂街一段原来的名字。1576年，这名称只适用于主教座堂前的一段，因为容克街一段改名为贵族街（Edle Gasse），17世纪成为容克街。在1967年并入大教堂街。